# Cyanothemis
Cyanothemis is een geslacht van libellen (Odonata) uit de familie van de korenbouten (Libellulidae).

## Soorten
Cyanothemis omvat 1 soort:
- Cyanothemis simpsoni Ris, 1915